# Kanoistika na Letních olympijských hrách 2000 – C1 slalom muži
Závod ve vodním slalomu C1 mužů na Letních olympijských hrách 2000 se konal na kanále v areálu Penrith Whitewater Stadium ve dnech 17. a 18. září 2000. Z českých závodníků se jej zúčastnil Tomáš Indruch (13. místo), zlatou medaili získal Francouz Tony Estanguet.

## Program
| Datum                 | Fáze        |
| --------------------- | ----------- |
| neděle 17. září 2000  | kvalifikace |
| pondělí 18. září 2000 | finále      |

## Výsledky
| Pořadí           | Jméno                          | Kvalifikace | Kvalifikace | Kvalifikace | Kvalifikace | Kvalifikace | Kvalifikace | Finále      | Finále      | Finále      | Finále      | Finále      | Finále      |
| Pořadí           | Jméno                          | 1. jízda    | Pen.        | 2. jízda    | Pen.        | Celkem      | Pořadí      | 1. jízda    | Pen.        | 2. jízda    | Pen.        | Celkem      | Pořadí      |
| ---------------- | ------------------------------ | ----------- | ----------- | ----------- | ----------- | ----------- | ----------- | ----------- | ----------- | ----------- | ----------- | ----------- | ----------- |
| Zlatá medaile    | Tony Estanguet (FRA)           | 132,39      | 2           | 131,02      | 0           | 263,41      | 2.          | 115,25      | 0           | 116,62      | 2           | 231,87      | 1.          |
| Stříbrná medaile | Michal Martikán (SVK)          | 128,69      | 0           | 134,00      | 0           | 262,69      | 1.          | 119,17      | 2           | 114,59      | 0           | 233,76      | 2.          |
| Bronzová medaile | Juraj Minčík (SVK)             | 133,88      | 2           | 133,28      | 2           | 267,16      | 4.          | 117,55      | 0           | 116,87      | 0           | 234,22      | 3.          |
| 4.               | Emmanuel Brugvin (FRA)         | 132,74      | 0           | 136,55      | 4           | 269,29      | 6.          | 118,69      | 0           | 119,73      | 2           | 238,42      | 4.          |
| 5.               | Stefan Pfannmöller (GER)       | 132,02      | 2           | 138,59      | 6           | 270,61      | 7.          | 119,03      | 0           | 120,69      | 4           | 239,72      | 5.          |
| 6.               | Sören Kaufmann (GER)           | 134,36      | 0           | 137,54      | 2           | 271,90      | 8.          | 123,83      | 2           | 116,35      | 0           | 240,18      | 6.          |
| 7.               | Simon Hočevar (SLO)            | 136,64      | 0           | 137,61      | 2           | 274,25      | 9.          | 119,78      | 0           | 120,86      | 0           | 240,64      | 7.          |
| 8.               | Stuart McIntosh (GBR)          | 136,55      | 0           | 137,84      | 4           | 274,39      | 10.         | 121,23      | 0           | 122,38      | 4           | 243,61      | 8.          |
| 9.               | Robin Bell (AUS)               | 134,76      | 2           | 133,98      | 4           | 268,74      | 5.          | 120,32      | 2           | 124,16      | 0           | 244,48      | 9.          |
| 10.              | Danko Herceg (CRO)             | 138,59      | 2           | 137,23      | 4           | 275,82      | 11.         | 125,87      | 2           | 122,90      | 4           | 248,77      | 10.         |
| 11.              | Krzysztof Bieryt (POL)         | 132,85      | 0           | 132,19      | 0           | 265,04      | 3.          | 126,36      | 8           | 126,87      | 4           | 253,23      | 11.         |
| 12.              | David Hearn (USA)              | 135,53      | 0           | 145,36      | 6           | 280,89      | 12.         | 127,12      | 2           | 131,45      | 4           | 258,57      | 12.         |
|                  |                                |             |             |             |             |             |             |             |             |             |             |             |             |
| 13.              | Tomáš Indruch (CZE)            | 140,29      | 4           | 141,46      | 2           | 281,75      | 13.         | nepostoupil | nepostoupil | nepostoupil | nepostoupil | nepostoupil | nepostoupil |
| 14.              | Cássio Petry (BRA)             | 145,63      | 2           | 148,09      | 4           | 293,72      | 14.         | nepostoupil | nepostoupil | nepostoupil | nepostoupil | nepostoupil | nepostoupil |
| 15.              | James Cartwright-Garland (CAN) | 148,64      | 4           | 149,02      | 2           | 297,66      | 15.         | nepostoupil | nepostoupil | nepostoupil | nepostoupil | nepostoupil | nepostoupil |
| 16.              | Jon Ergüín (ESP)               | 192,14      | 54          | 170,48      | 0           | 362,62      | 16.         | nepostoupil | nepostoupil | nepostoupil | nepostoupil | nepostoupil | nepostoupil |